# Congresul Național al Republicii Palau
Palau are un legislativ bicameral, Congresul Național al Republicii Palau (Olbiil era Kelulau), format din Camera Delegaților și Senatul Republicii Palau, ambele aflându-se în complexul capitoliului din Ngerulmud, statul Melekeok. Camera Delegaților are 16 membri, fiecare îndeplinind un mandat de patru ani în circumscripțiile cu un singur loc. Senatul are 13 membri, servind de asemenea patru mandate în circumscripțiile cu mai multe locuri. La ultimele alegeri, organizate la 1 noiembrie 2016, au fost aleși numai non-partizani; nu există partide politice.
Congresul se numește Olbiil Era Kelulau („OEK”) sau „Camera deciziilor sau a strategiilor șoptite.” Când a fost fondat, erau 18 senatori. Numărul senatorilor a fost schimbat în 1984 la 14. Numărul de senatori s-a schimbat din nou în 2000, când a fost redus drastic la 9. În 2008, a fost mărit din nou la 13.
În 2018, președintele Senatului a fost Hokkons Baules, iar președintele Camerei delegaților a fost ales Sabino Anastacio.

## Biblioteca Congresului Republicii Palau
Găzduită de Congresul Național Palau, Biblioteca Congresului Palau a fost fondată pe 18 august 1981. Condusă din 1996 de bibliotecarul congresului Harry Besebes, are o colecție de 3000 de obiecte, cu accesări anuale de 350. Biblioteca are la dispoziție 2 angajați, ambii bibliotecari profesioniști.